# Condado de Coke
O Condado de Coke é um dos 254 condados do Estado americano do Texas. A sede do condado é Robert Lee, e sua maior cidade é Robert Lee.
O condado possui uma área de 2 403 km² (dos quais 76 km² estão cobertos por água), uma população de 3 864 habitantes, e uma densidade populacional de 2 hab/km² (segundo o censo nacional de 2000).
O condado foi fundado em 1889.